# Hipòcrates I
Hipòcrates I (en llatí Hippocrates, en grec Ἱπποκράτης) fou el quinzè descendent d'Asclepi i formava part, per tant, de la família dels Asclepíades.
Era el fill gran de Gnosídic, i germà de Podaliri II i Eni i pare d'Heràclides Escolapi. Va viure probablement al segle vi aC i al segle v aC. Se li atribueixen les obres De Fracturis i De Articulis, però alguns autors antics diuen que no va escriure res.